# 两安德洛尼卡战争
两安德洛尼卡战争，也称1321-1328年拜占庭内战，是拜占庭皇帝安德洛尼卡二世与其孙安德洛尼卡三世之间为争夺帝国控制权而发生的一系列冲突，最终以安德洛尼卡三世攻陷君士坦丁堡，成为唯一皇帝告终。

## 内战前奏
米海尔九世是安德洛尼卡二世的儿子，原为共治皇帝和顺位继承人，他也是安德洛尼卡三世与其弟曼努埃尔的父亲。 1320年，安德洛尼卡三世意外致其弟曼努埃尔死亡，米海尔九世也因悲痛于同年去世。之后安德洛尼卡三世和他周围同伴（其中多数为帝国大贵族世家的年轻子弟）杀戮放荡的行径，导致他与祖父间的关系出现了深深的裂痕。

## 1321年：第一次冲突
安德洛尼卡三世有许多支持者，其中的代表人物是约翰六世和叙尔吉安尼斯·巴列奥略，他们花钱成为了色雷斯总督，而当地的居民对老皇帝相当不满。1321年复活节，安德洛尼卡三世逃出首都，前往阿德里安堡，在那里建立起自己的宫廷并发动了反抗其祖父的起义，叙尔吉安尼斯随即率领大军向首都进发，迫使老皇帝和谈。同年6月6日，双方达成和议，安德洛尼卡三世被承认为共治皇帝，并得到了色雷斯和马其顿地区，而包括君士坦丁堡在内的其余地区仍由安德洛尼卡二世统治，作为资深皇帝，他还将指导帝国的外交政策。 

## 1322年：第二次冲突
1321年的和平协议并未能持续多久，因为两安德洛尼卡实际上都奉行独立的外交政策，并且在安德洛尼卡三世的派系内部，叙尔吉安尼斯和大家内官约翰六世之间产生了矛盾。叙尔吉安尼斯认为他对新皇帝的支持没有获得足够的回报，而且对约翰六世受到的偏爱感到不满。此外，还有传闻称安德洛尼卡三世曾试图勾引叙尔吉安尼斯的妻子。结果1321年12月，叙尔吉安尼斯转而支持老皇帝并逃往君士坦丁堡。他被授予大都督职衔后说服安德洛尼卡二世重启战争。在君士坦丁堡地区的几座城市落入小安德洛尼卡手中后，1322年7月17日于塞林帕夏双方达成另一项和约，恢复了先前的分治状态。这份祖孙间的协议让叙尔吉安尼斯陷入了尴尬境地，他之后开始密谋刺杀安德洛尼卡二世以夺取皇位。然而阴谋遭到挫败，叙尔吉安尼斯被判处终身监禁。
1325年2月2日，安德洛尼卡三世被其祖父正式加冕为共治皇帝。尽管这场冲突中几乎没有发生战斗，但其却对帝国产生了重大影响：大量被征召的农民随军调动致使农业产量下降，商业贸易也基本中断 。

## 1327–28年：第三次冲突
1327年2月，安德洛尼卡三世与其祖父安德洛尼卡二世间发生了新的冲突，但这一次巴尔干国家也卷入了拜占庭内战。塞尔维亚国王斯特凡·德尚斯基站队安德洛尼卡二世，而安德洛尼卡三世则根据《切尔诺门条约》与保加利亚皇帝米哈伊尔·希什曼结盟。为了争夺马其顿领土，双方展开了激战，安德洛尼卡三世获胜后这些领土连同塞萨洛尼基都落入了他的手中。1328年1月，安德洛尼卡三世和他的指挥官约翰进入塞萨洛尼基城。在马其顿取得大胜后，安德洛尼卡三世决定挥师攻占首都。同年5月小安德洛尼卡进入君堡，其祖父被迫退位，拜占庭帝国结束事实上的分裂状态。两年后老皇帝被送往修道院，并于1332年2月13日在那里去世。
安德洛尼卡三世在位（1328-1341）期间，帝国的行政事务被交给约翰六世处理，皇帝自己则掌管军队。内战使帝国精疲力竭，货币价值下降，但新政府却更为关注法律和庭审。1326年，奥尔汗一世趁拜占庭内战攻克安纳托利亚半岛上的布尔萨并定都于此，帝国东部边境的压力进一步增大。

## 另行参见
- 拜占庭内战列表（英语：List of Byzantine revolts and civil wars）
- 1341-1347年拜占庭内战
- 1352-1357年拜占庭内战（英语：Byzantine civil war of 1352–1357）

## 脚注
1. ↑  Małgorzata Dąbrowska,Michał IX Paleolog [w:] Encyklopedia kultury bizantyńskiej, red. Oktawiusz Jurewicz, Warszawa: Wydawnictwa Uniwersytetu Warszawskiego 2002, s. 347.
2. ↑  Ostrogorsky, p. 499.
3. 1 2  Nicol (1993), p. 157
4. ↑  Bartusis (1997), p. 87
5. ↑  Ostrogorsky, pp. 499-501
6. ↑  Fine (1994), p. 251
7. ↑  Vásáry (2005), p. 121
8. 1 2  Kazhdan (1991), p. 1997
9. ↑  Norwich (1996), p. 278
10. ↑   "Roman Horses, Enemy Horses and Writers: The Testimony of Historia Romana by Nikephoros Gregoras", by Alexia-Foteini Stamouli, in The Liminal Horse: Equitation and Boundaries, ed. by Rena Maguire and Anastasija Roja (Trivent Publishing, 2021) p. 142
11. ↑  Norwich (1996), p.282
12. ↑  Nicol (1993), p. 158
13. ↑  Ostrogorsky, p. 501
14. ↑  Vgl. Bosch, Andronikos III., S. 51; Nicol, Last Centuries, S. 159–161; Fine, Late Medieval Balkans, S. 271.
15. ↑  Georg Ostrogorski, Dzieje Bizancjum, wyd. 3, Warszawa: Wydawnictwo Naukowe PWN 2008, s. 466.
16. ↑  Halil İnalcık, Imperium osmańskie. Epoka klasyczna 1300-1600, przeł. Justyn Hunia, Kraków: Wydawnictwo Uniwersytetu Jagiellońskiego 2006, s. 19.